# Club breton
Le Club breton est un groupe de députés de Bretagne aux états généraux, puis à la Constituante, qui avaient l’habitude de se réunir au café Amaury à l'angle de l’avenue de Saint-Cloud et de la rue Carnot à Versailles, pour « débattre à l’avance les sujets qui devaient être traités aux états généraux » touchant à la Bretagne ou à d’autres sujets. Il trouve son origine, longtemps avant la réunion des états généraux de 1789, dans le mouvement de la fronde parlementaire qui fut particulièrement radicale au parlement de Bretagne avec des personnalités comme La Chalotais.
Son influence fut hors de proportion de sa taille, et des enjeux strictement bretons puisqu'il devint la Société des amis de la Constitution, futur Club des jacobins, installé à Paris, lors du transfert de l'Assemblée nationale.

## Origines du club

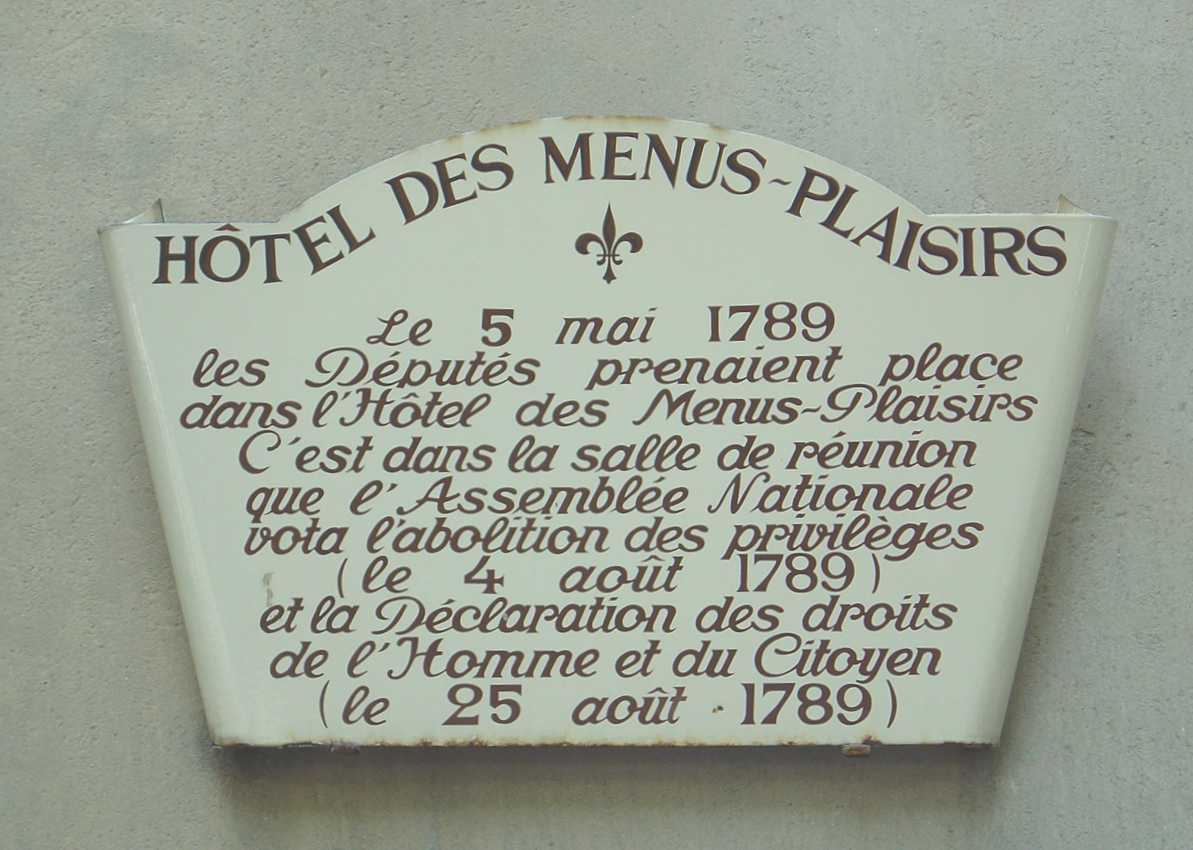
Panneau d'information sur la façade de l'hôtel des Menus-Plaisirs de Versailles

En 1789, les députés bretons avaient l’habitude d’étudier et de décider au Club breton, hébergé dans le café Amaury, ce qu’ils voteraient ensuite à l’Assemblée nationale, située non loin de là, dans l'hôtel des Menus-Plaisirs.
Cette action leur valut le surnom de « grenadiers des états généraux ». Ces concertations préalables, en dehors de l’Assemblée, auxquelles ils se livrèrent aux états généraux continuaient une coutume qui enjoignait — avant la réunion des états généraux de Bretagne à Vannes — aux députés et leurs suppléants de « se rendre au lieu où se tiendront les états, dix jours avant leur ouverture, et de se concerter avec les députés des autres villes pour la rédaction des mémoires nécessaires et utiles à la défense des vrais intérêts du tiers état. » Les cent cinquante délégués des paroisses et corporations bretonnes avaient également le droit de se joindre à ces délibérations préparatoires, où les questions étaient résolues à la pluralité des voix, et de plaider leur cause auprès des députés.

### Composition des représentants de la Bretagne
La situation électorale bretonne en 1789 différait de celle du reste de la France en ce que, faute d’entente entre les représentants des différents ordres, seuls le tiers état et le bas clergé bretons étaient représentés aux états généraux.
En effet, à la convocation des états généraux, la noblesse bretonne avait envoyé des délégués à Versailles pour obtenir que l’élection du tiers état se fasse selon les règles électorales de l’ancienne Constitution de Bretagne, stipulant que les députés du tiers état breton aux états bretons étaient nommés au sein des états provinciaux par les 47 représentants des 42 villes de la province, à l’exclusion des bourgs et des campagnes, et n’accordant aucune représentation au bas clergé.
Le tiers état breton ayant envoyé sa propre délégation réclamant le vote par sénéchaussée, il obtint gain de cause pour lui-même avec 44 députés par sénéchaussée, ainsi qu’un accord de représentation pour le bas clergé.
La noblesse et le haut clergé bretons répliquèrent en refusant, le 16 avril 1789 à Saint-Brieuc, d’élire des députés parce que la Constitution bretonne était violée. Le bas clergé occupa donc tous les sièges remplis à cet ordre tandis que le tiers état s’assurait qu’aucun noble ne serait dans ses rangs en demandant, par exemple, à Le Chapelier de renoncer à son titre de noblesse récemment acquis.

### L'organisation des élus bretons
La Bretagne avait conservé la coutume de réunir ses états provinciaux tous les deux ans et beaucoup des députés bretons aux états généraux avaient été membres des états de Bretagne, assemblés à Rennes de décembre 1788 à janvier 1789. Ceux-ci servirent donc en quelque sorte de répétition générale aux députés bretons dans la mesure où les questions qui s’y étaient débattues étaient les mêmes que celle des états généraux. Habitués à combattre la noblesse et les privilèges chez eux, certains de ces députés, comme Le Chapelier, Glezen, Lanjuinais et Blin vont œuvrer très activement dans la même direction une fois à Versailles.
Ceci explique pourquoi la Bretagne fut la province dont les cahiers de doléances contenaient les demandes de réforme les plus élaborées, incluant notamment:
- la séparation des pouvoirs ;
- le vote par tête ;
- le droit de faire des lois et de voter l’impôt ;
- l'égalité devant la loi et l’impôt ;
- l'abolition de la féodalité, des trois ordres, des juridictions spéciales, des intendants ;
- la création d’une Constitution ;
- la limitation du pouvoir du roi ;
- la gratuité de la justice ;
- la création d’écoles de campagne ;
- l'entrée aux universités par concours ;
- la soumission du clergé à l’impôt ;
- la liberté de la presse…

Les députés de Quimper, Saint-Brieuc, Rennes et Ploërmel avaient reçu pour instruction de se communiquer les uns aux autres leurs cahiers de doléances et d’« étudier ensemble » les moyens d’assurer le bien-être de la France en général et de la Bretagne en particulier. La députation de Quimper avait même l’instruction formelle de prier ses collègues bretons de se joindre à elle.

### Élargissement du Club
Les députés bretons furent les premiers, et au début les seuls, à inciter à la réunion des trois ordres en une Assemblée nationale, en argumentant que le tiers état était le seul représentant de la nation, ce qui fut obtenu le 17 juin 1789.
À la veille du 20 juin 1789, où il fut décidé que les députés ne se sépareraient pas avant d’avoir donné une Constitution à la France, le nombre des adhérents de ce club avait atteint deux cents.
Après le serment du Jeu de paume, les curés bretons qui fonctionnaient selon le même système que les députés bretons du tiers état — au point d’être surnommés « la phalange macédonienne » — se joignirent à eux au Club.
Lanjuinais et Le Chapelier seront ensuite très rapidement rejoints au Club breton par nombre de leurs collègues francs-maçons des autres bailliages : les frères Lameth, Barnave, l’abbé Grégoire, l’abbé Sieyès, Mirabeau, Pétion, Bailly, le duc d’Aiguillon, Adrien Duport. Le député de l'Artois Maximilien de Robespierre assistait également aux séances du café Amaury.

Certains, qui n’étaient même pas députés, commencèrent à s’affilier au Club breton. Condorcet a affirmé que le Club breton essaima en Bretagne même : 
« Dès que Le Chapelier eut établi [le club breton], toutes les petites villes en Bretagne en établirent de semblables et envoyèrent à Paris des députés pour être affiliés. » 

## Vie et action du Club

### Fonctionnement interne
La cour, qui ne cessera de s’inquiéter de ce qui se passait dans ce club qui résistait à ses tentatives de corruption, y envoyait des faux-frères pour espionner les séances qui étaient, comme chez les francs-maçons, secrètes.
Il n’y a donc pas de procès-verbal des séances dont les présidents successifs furent Isaac Le Chapelier, Lanjuinais, Glezen, le duc d’Aiguillon. On sait que le club se félicita grandement de la disgrâce de Necker et fit publier des affiches proclamant : « Charge de grand-maître de cérémonies à vendre. S’adresser à Mme de Brézé ».

### Influences extérieures
Les députés du club restaient en contact permanent avec leurs électeurs par les « bureaux de correspondance » qui informaient les villes bretonnes des événements politiques de la capitale, qui rédigeaient un bulletin où ils inséraient des extraits de lettres des députés rapportant les séances du club. La province leur envoyait en retour des instructions, comme la lettre violente et même injurieuse adressée par la ville de Rennes à ceux qui voteraient le droit de veto au roi. La Bretagne y envoyait également de temps à autre des députations, comme le 7 juillet 1789, où des Nantais furent admis à y prêter un serment patriotique.
La détermination du Club breton, Le Chapelier en tête, à obtenir l’éloignement des troupes étrangères qui menaçaient la liberté des délibérants fut une des causes déterminantes de la prise de la Bastille. C’est également au Club breton que se décida et se prépara, sous la direction du duc d’Aiguillon, l’abolition des privilèges qui devait être obtenue dans la nuit du 4 août 1789.
La question du veto du roi divisa en revanche le Club breton. Les villes de Quimper, Rennes, Morlaix, Saint-Pol-de-Léon, Brest et Dinan avaient envoyé des instructions strictes à leurs députés proscrivant tout droit de veto pour le roi. Le Chapelier suivit cette ligne. Les députés des autres bailliages finirent, en partie par peur de voir la Bretagne rappeler ses députés au cas où ce droit serait accordé, par repousser le veto absolu au profit du veto suspensif.

## Vers le Club des jacobins

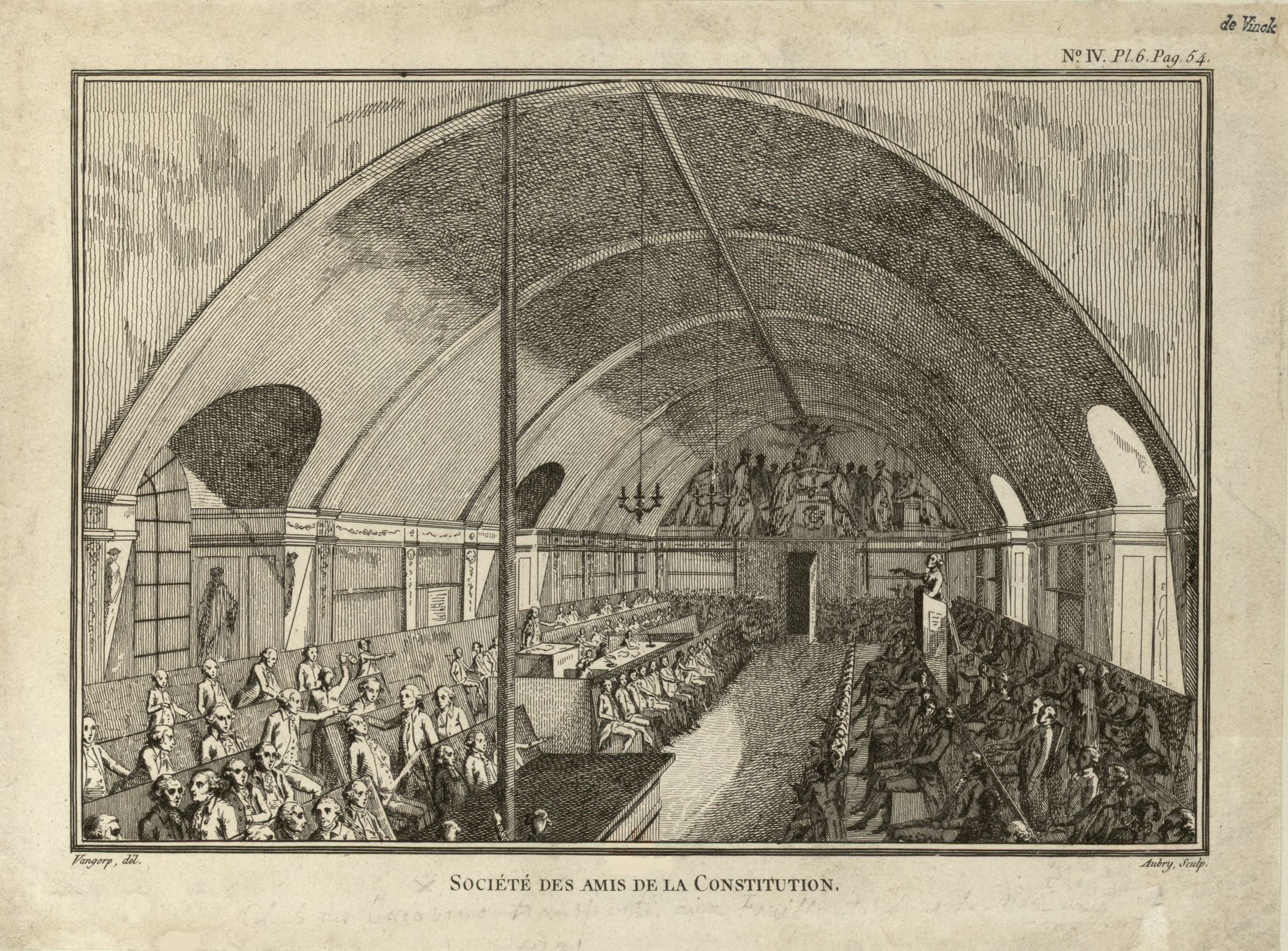
Le Club des jacobins en 1791.

Après les journées d’Octobre qui virent le transfert de la Constituante à Paris, le député franc-comtois Gourdan, rencontrant Sieyès sur le chemin de l’assemblée, lui demanda s’il ne serait pas bon de reconstituer le Club breton. Celui-ci approuva tout en ajoutant qu’il y avait également beaucoup de mauvaises têtes qu’il ne fallait pas admettre au nouveau club. Gourdan trouva à louer la bibliothèque des Jacobins de la rue Saint-Honoré pour y établir ce nouveau club, qui prit dès lors le nom de Société de la Révolution puis de Société des amis de la Constitution, avec Le Chapelier comme premier président et Dubois-Crancé comme secrétaire. À partir de là, son histoire se confond avec celle des jacobins, à ceci près que, lorsque les députés bretons avaient besoin de discuter d’affaires propres à leur province, ils se réunissaient alors au bureau 24 de la salle du Manège.